# Jann Wenner
Jann Simon Wenner (7 de gener de 1946, Nova York) és el co-fundador i director de la revista musical Rolling Stone, així com propietari de les revistes Men's Journal i Us Weekly. Més endavant en la seva carrera, diversos músics al·legarien que Wenner estava injustament inclinat contra el seu treball, el que va impedir la seva inducció al Saló de la Fama. Wenner va rebre el premi Norman Mailer el 2010 pel seu treball en la indústria editorial. La seva fortuna s'estima en 700 milions de dòlars.

## Infància
Wenner va néixer a la ciutat de Nova York, i va créixer en una familiar secular jueva. Els pares de Jann Wenner es van divorciar el 1958, i ell amb les seves germanes, Kate i Merlyn, van ser enviats a viure a un internat. Ell es va graduar de secundària en la Chadwick School en 1964 i posteriorment va ingressar a la Universitat de Berkeley a Califòrnia. Després de sortir de Berkeley el 1966, Wenner va ser membre del Free Speech Movement i produïa la columna "Something's Happening" ("Alguna cosa Està Succeint") en el periòdic estudiantil, The Daily Californian.

## Indústria de mitjans
El 1967, Wenner va fundar la revista Rolling Stone a San Francisco al costat del seu mentor, el crític de jazz del San Francisco Chronicle, Ralph J. Gleason. Per poder iniciar la publicació, Wenner va aconseguir 7.500 dòlars entre els seus familiars i la família de la seva futura esposa, Jane Schindelheim. A l'estiu següent a l'inici de la revista, Wenner i Schindelheim van contreure matrimoni en una petita cerimònia jueva.
Amb un gran ull per al talent, Wenner va fer que arranquessin les carreres d'escriptors com Hunter S. Thompson, Joe Klein, Cameron Crowe, i Joe Eszterhas. Wenner també va descobrir a la fotògrafa Annie Leibovitz quan era una estudiant de 21 anys al San Francisco Art Institute.
El 1977, Rolling Stone va traslladar la seva base d'operacions de San Francisco a Nova York. La circulació de la revista va declinar breument entre finals dels anys 70 i inicis dels anys 80, a causa de la lentitud a cobrir el sorgiment del punk rock, i novament en la dècada de 1990 la circulació va disminuir, quan va perdre terreny davant les revistes Spin i Blender en cobrir el hip-hop.
El 2006, la circulació de Rolling Stone va obtenir un màxim històric d'1,5 milions d'exemplars venuts. El maig de 2006, Rolling Stone va publicar la seva edició número 1.000.
Wenner també ha realitzat nombroses entrevistes per a la revista, les famoses Rolling Stone Interviews. Entre els personatges que ha entrevistat s'expliquen a John Lennon, Bill Clinton, John Kerry, Bob Dylan, entre d'altres.